# Helstar
Helstar es una banda de heavy metal proveniente de Houston, Texas, Estados Unidos, formada en 1982. Fueron una gran influencia para el movimiento power metal que emergió a mediados de los años ochenta. 

## Historia
Helstar en sus inicios grabó dos demos, seguidos por su primer LP titulado Burning Star en 1984, bajo el sello Combat Records, junto a otras bandas como Megadeth y Exodus. Un año después lanzaron Remnants of War, el cual fue producido por Randy Burns. 
En 1987 se trasladaron a Los Ángeles, donde grabaron el año siguiente el disco A Distant Thunder. En 1989 la banda lanzó Nosferatu, considerado por los fanáticos como su mejor disco a la fecha. Se basó en la película clásica de terror Nosferatu, eine Symphonie des Grauens. En 1995 lanzaron un nuevo disco llamado Multiples of Black, el cual no gozó de la popularidad de sus antecesores trabajos. A partir de allí, han lanzado tres discos de estudio y algunos compilados y grabaciones en vivo.

## Formación actual
- James Rivera - Voz (1983–presente)
- Larry Barragan - Guitarra (1981–1995; 2006–presente)
- Rob Trevino - Guitarra (1985–1987; 2006–presente)
- Jerry Abarca - Bajo (1985–presente)
- Mikey Lewis - Batería (2004–2006; 2010–presente)
- Mike Lepond - Bajo (2013)

## Miembros originales
Guitarras
- Tom Rogers (1983–1985)
- André Corbin (1987–1990)
- Mike Heald (1995–2006)

Batería
- Hector Pavon (1983–1985)
- Rene Luna (1985–1987)
- Frank Ferreira (1987–1990)
- Russel DeLeon (1990–2004; 2006–2010)

Bajo
- Paul Medina (1983–1985)

## Discografía
- Burning Star (Combat Records 1984)
- Remnants of War (Combat Records 1986)
- A Distant Thunder (Metal Blade Records 1988)
- Nosferatu (Metal Blade Records 1989)
- Multiples of Black (Massacre 1995)
- Twas The Night of a Helish Xmas (Metal Blade Records 2000) (directo)
- The James Rivera Legacy (Iron Glory 2001) (compilado)
- Sins Of The Past (AFM Records 2007) (compilado)
- The King of Hell (AFM Records 2008)
- Rising from the Grave (AFM Records 2010) (Box-Set)
- Glory Of Chaos (AFM Records 2010)
- This Wicked Nest (AFM Records 2014)
- Vampiro (Ellefson Music Productions 2016)